# 方宜新
方宜新（1965年—），江苏南通人，汉族，中华人民共和国政治人物、第十一届全国人民代表大会江苏地区代表。
毕业于清华大学工商管理专业。加入民建。担任江苏东洋之花化妆品有限公司董事长，上海瑞慈医疗投资管理有限公司董事长、南通瑞慈医院董事长，南通瑞慈投资有限公司董事长。2008年起担任全国人大代表。